# بخش کلی (شهرستان سیوتو، اوهایو)
بخش کلی (به انگلیسی: Clay Township) یک منطقهٔ مسکونی در ایالات متحده آمریکا است که در شهرستان سیوتو، اوهایو واقع شده است. بخش کلی ۵۷٫۳ کیلومتر مربع مساحت و ۳٬۶۹۰ نفر جمعیت دارد و ۲۹۸ متر بالاتر از سطح دریا واقع شده است.